# مارادانا
مارادانا (به لاتین: Maradana) یک منطقهٔ مسکونی در سری‌لانکا است که در ناحیه کلمبو واقع شده‌است.